# Абдуллаєв Хосров Абдуллаєвич
Хосров Абдуллаєв Абдуллаєвич (азерб. Xosrov Abdulla oğlu Abdullayev; 29 січня 1926, Шамаха — 31 березня 1980, Новосибірськ) — артист цирку, жонглер, ілюзіоніст, актор. Народний артист Азербайджанської РСР (1977).

## Біографія
Народився 29 січня 1926 року у місті Шамаха. Закінчив Державне циркове художнє училище у Москві 1942 року. Член КПРС з 1957 року. Артистичну діяльність розпочав у складі номера «Акробати-ексцентрики Маслови». Абдуллаєв виступав з Олівцем як інспектор манежу та партнер у репризах, був помічником в ілюзійному атракціоні Е. Т. Кіо.
1976 року Абдуллаєв вперше виступив із сольним номером «Ілюзійний ревю». Абдуллаєв діяв у цьому жанрі понад 30 років. Він гастролював у 48 країнах світу.
Хосров Абдуллаєв раптово помер 31 березня 1980 року у Новосибірську під час гастролей. Похований у Москві на Мітинському цвинтарі.

## Фільмографія
- Арена сміливих (фільм-концерт, 1953)
- Остання ніч дитинства (1968)
- Шукайте дівчину (1970)
- Хосров і Ліда Абдуллаєви (біографічний фільм, 1974)
- Цирк — життя моє (документальний фільм, 1978)

## Звання та нагороди
- Заслужений артист Азербайджанської РСР (25 травня 1960)[4];
- Народний артист Азербайджанської РСР (19 березня 1977)[5].